# Penny McCoy
Penny McCoy, ameriška alpska smučarka, * 9. oktober 1949, Bishop, Kalifornija, ZDA.
Nastopila je na Svetovnem prvenstvu 1966 in osvojila bronasto medaljo v slalomu. V svetovnem pokalu je tekmovala dve sezoni med letoma 1967 in 1968. V skupnem seštevku svetovnega pokala je bila najvišje na trinajstem mestu leta 1967.
Njen oče Dave McCoy je ustanovitelj smučarskega središča Mammoth Mountain Ski Area, brat Dennis McCoy je bil prav tako alpski smučar, mož Stan Barrett dirkač in kaskader, sinova David Barrett in Stanton Barrett sta prav tako kaskaderja.